# Lehesten
Lehesten es un municipio situado en el distrito de Saale-Holzland, en el estado federado de Turingia (Alemania). Tiene una población estimada, a fines de 2021, de 684 habitantes.
Forma parte de la mancomunidad de municipios (verwaltungsgemeinschaft) de Dornburg-Carnburg.
Está ubicado a poca distancia al sur de la frontera con el estado de Sajonia-Anhalt y cerca de la ciudad de Jena.